# Automeris draudti
Automeris draudti é uma espécie de mariposa do gênero Automeris, da família Saturniidae.